# (10502) Armaghobs
(10502) Armaghobs est un astéroïde de la ceinture principale aréocroiseur.

## Description
(10502) Armaghobs est un astéroïde aréocroiseur. Il présente une orbite caractérisée par un demi-grand axe de 2,31 UA, une excentricité de 0,32 et une inclinaison de 21,9° par rapport à l'écliptique.

## Compléments